# Kaleren
Kaleren is een balsport waarbij men om de beurt met een bal via de grond tegen een muur slaat. Andere benamingen die voor deze sport gebruikt worden zijn jetsen, muurke klop, muurke smash, smashen, werfbal, kaatsbal, kaatsen (niet te verwarren met het internationaal gereglementeerde kaatsen of het Friese kaatsen), knokken of zjeeën (gebruikt in Leuven).

## Het spel
Bij kaleren slaan deelnemers om de beurt tegen de bal: deze moet eerst de grond raken en vervolgens de muur. Nadat de bal de muur heeft geraakt, mag de bal maximaal één keer de grond raken alvorens de volgende speler moet slaan. Bij het maken van een fout (zie verder), valt men uit en wordt het spel herstart. Wie als laatste overblijft wint.
Het spel wordt gespeeld zonder scheidsrechter. Er is echter een strenge controle door actieve en reeds uitgeschakelde tegenspelers. Dit leidt regelmatig tot discussies rond verschillende spelfases hetgeen wordt beschouwd als een charmant onderdeel van het spel.

## Fouten
- Rechtstreeks: als men de bal rechtstreeks (zonder bots op de grond) tegen de muur slaat
- Dubbele bots (DB): als de bal tweemaal botst voordat men erop slaat, of als hij twee keer botst na een slag alvorens hij de muur raakt
- Buiten: als men het voorafgesproken stuk muur niet kan raken
- Uitgebrand: (zie verder)
- Zelfontbranding: als de bal na een slag eerst jezelf raakt alvorens te botsen of de muur te raken
- Foute volgorde: als iemand speelt wanneer hij of zij niet aan beurt is (kan aan de hand van schijnbewegingen uitgelokt worden)

## Termen
- Uitbranden: In plaats van in de richting van de muur te slaan, kan men ook de bal naar een medespeler slaan. Als men met de bal een tegenspeler kan raken alvorens de bal de grond raakt, is deze tegenspeler uitgebrand en valt hij uit. Bij het raken van dode voorwerpen (zie verder) of medespelers, blijft de bal dus brandend, enkel bij het raken van de grond dooft hij uit. Zo is het dus mogelijk meerdere medespelers uit te branden. Als men de speler niet raakt of als de speler de bal kan afweren met de vuisten, is men zelf uit. Uitbranden is echter geen universeel aanvaarde spelregel. Het is eerder een uitbreiding op de basisregels. Wanneer een speler iemand anders heeft uitgebrand, wordt hij "beloond" door een plaats naar voren te mogen opschuiven in de spelvolgorde. (Zie ook "bom" & "doorbranden".)
- Bom: De bom is de laatste speler in de spelvolgorde. Als de bom uitgebrand wordt,"ontploft" ze en de speler die de bom heeft uitgebrand wordt hierdoor ook "gedood". Let wel: wanneer de bom wordt uitgebrand is deze zelf ook "dood".
- Doorbranden: Wanneer een speler de bal afweert met de vuisten en door deze beweging een andere speler kan raken met de bal (conform de regels van uitbranden, zie boven) spreekt men van doorbranden. Wanneer de bom wordt doorgebrand, zullen de bom plus de speler die doorbrandt uit het spel liggen, en niet de initiële uitbrander.
- Accepteren: Als de bal na een bots op de grond, naast de afgebakende muur botst, kan de volgende speler in rij de bal toch nog accepteren en wordt er gewoon verder gespeeld. Accepteren wordt gezien als een teken van fairplay.
- Weigeren: Indien men niet accepteert spreekt men van weigeren. Dit houdt dus in dat wanneer de bal buiten de afgebakende muur botst, de eerstvolgende speler hem NIET accepteert en de bal minstens tweemaal laat botsen. Wanneer een makkelijke bal geweigerd wordt spreekt men weleens van onfair gedrag.
- Stratego: Voor de aanvang van elk spelletje heeft iedereen het recht om "stratego" te roepen. Wanneer dit gebeurt moet er VOOR de opslag de spelvolgorde van de spelers worden afgeroepen door de spelers zelf. Speler 1 roept dan 1, speler 2 roept 2, enzoverder tot de laatste speler van het spel, deze roept dan "Bom" (zie boven). Dit heeft als doel om iedereen aan zijn juiste positie te herinneren en zo gewapend te zijn tegen de fout:" foute volgorde" (zie boven) en te weten wie de bom is.
- Scheppen: Een beweging waarmee men de bal in de richting van de muur beweegt zonder hiermee een duidelijke slagende beweging uit te voeren. Het scheppen wordt gekenmerkt door een (te) lang contact tussen de bal en de handpalm.
- Kut(je), foef(ke): De bal raakt de grond en de muur gelijktijdig, foef wordt gezien als een geldige slag.
- Botsfoef: De bal raakt de grond en de muur gelijktijdig, maar dit nadat de bal reeds één bots heeft ondergaan. Botsfoef wordt in tegenstelling tot (gewone) foef NIET als een geldige slag gezien. De speler die een "botsfoef" uitvoert ligt er dus uit.
- Dood voorwerp: een voorwerp dat zich op het speelterrein bevindt, als de bal na de bots een dood voorwerp raakt mag de speler de bal nogmaals laten botsen voor hij slaat. Dode voorwerpen kunnen gaan van andere muren buiten de afgebakende speelmuur, toevallig op het speelterrein geparkeerde voertuigen tot spelers die reeds uitgeschakeld zijn en dus als dood worden gezien. Let wel: dode spelers mogen geen actieve beweging naar de bal toe maken.
- Tweede opslag: Wanneer een opslag verkeerd of moeilijk botst, of conform de regels fout wordt gegeven, heeft men recht op een tweede opslag. Dit zonder directe gevolgen voor het spelverloop. De speler op de tweede positie mag de bal dan weigeren (door hem minstens tweemaal te laten botsen). Indien hij de bal toch speelt (en het een correcte opslag was) verliest hij het recht op een tweede opslag. Let wel: een incorrecte opslag MOET opnieuw gespeeld worden.
- Hinder: Wanneer een speler in de directe looplijn naar de bal gehinderd wordt door iemand, mag de gehinderde speler om "Hinder" vragen. Dit wordt dan door de groep al dan niet herkend, en wordt de bal herspeeld (er moet dus niemand afvallen als de hinder wordt herkend en er wordt terug opnieuw opgeslagen met hetzelfde spelverloop). Wanneer de discussie uit de hand dreigt lopen (qua tijd) heeft men de gewoonte om bij twijfel aan de hand van het eeuwenoude spel "schaar, steen, papier" de spelhervatting te versnellen. Men spreekt dan van "schaar, steen, papier voor ne replay!", wat inhoudt dat als de speler die in twijfel wordt getrokken het spelletje wint, hij mag blijven, en als hij verliest hij eruit ligt.

## Kampioenschappen
Op 3 oktober 2015 werd Pieter-Jan De Smet Belgisch kampioen Muurke Klop. Bij de vrouwen ging de titel naar Melanie Mertens.
Het kampioenschap wordt sinds 2010 georganiseerd.
In 2019 had zich voor de jubileumeditie een recordaantal van 245 deelnemers ingeschreven.